# چراغ ریگی‌نژاد
چراغ ریگی‌نژاد، روستایی از توابع بخش مرکزی شهرستان رودبار جنوب در استان کرمان ایران است.

## جمعیت
این روستا در دهستان نهضت‌آباد قرار دارد و براساس سرشماری مرکز آمار ایران در سال ۱۳۸۵، جمعیت آن ۲۰۳ نفر (۴۱خانوار) بوده‌است.